# 隱身衣
隐身衣即是具有隐身效果的衣服，穿上它的物体将无法被肉眼、雷达等观察或探测到。隐身衣一直存在于神话传说、小说（哈利波特）或电子游戏中，一直未成为现实。不过目前世界上各国的科学家都在致力于研究出现实的隐身衣，并已取得一定进展。

## 原理
人能看到物体，是由于物体会将照射到表面的光线分散开，反射到人的眼睛里。而隐身衣的原理正是减少光线的反射，同时又要减少物体的影子。但目前这两者还都未完全实现。 
隐身衣的制作材料能够吸收特定的光线，造成物体只有反射出微弱的光，而人的肉眼无法感受较微弱的光线，这就造成了像物体像不存在一样。

## 各国隐身衣研究进展
英国、美国：2006年英国、美国科学家开发出全球首件二维“隐身衣”。两国科学家利用光学原理，成功地“隐身”了一个铜圆柱体。这一发现被刊登在了《科学》杂志上。 
日本： 2004年，日本东京大学教授推出了一款大外衣，人只需穿上这件外衣，就会“难以辨认”。其做法为在整件衣服上涂上回射性物质，衣服上还装配了照相机。摄影机拍摄下衣服后面的场景，然后显示在衣服前面的放映机上，再将影像投射到特殊衣料上，这样就实现了“隐身”。这项技术已引起军事专家的注意，他们想以此开发出帮助部队隐身的技术。
俄罗斯：据报道，2006年2月，俄罗斯乌里扬诺夫斯克州立大学加多姆斯基教授称发明出一种能使静止的物体隐形的特殊“隐身衣”，并已申请了专利。加多姆斯基教授的发现为，一个物体只要覆盖上一种由黄金胶体粒子制造的“特殊外衣”，就能够起到隐形的效果。 而且研究人员认为，飞机和太空船等大型物体，只要涂上了这种物质，雷达将无法发现。

## 应用
隐身衣若被开发出将被首先应用于军事领域，如使用在飞机、军队、运输队或装甲车上，将大提高作战的隐蔽性和安全性。

## 争议
如果隐身衣成为现实，任何人都可以穿上把自己隐藏起时可能会引发种种社会问题，由此引起一些人的担心。如美国犯罪纪实小说作者安妮·戴维斯认为这可能会致使一些偷窃、抢劫、强奸的防范在隐身衣前无济于事。
对此研究隐身衣的教授史密斯认为现在隐身衣技术还十分不成熟，现今的担心显得过早。而且隐身衣的使用仅限在军事和情报部门，但人们依然担心犯罪组织等也会设法得到这种技术或衣服。

## 相关链接
- 隐形能力
- 低可偵測性技術